# MIDWIG
MIDWIG – publikowany od 21 września 1998 do 16 marca 2007 indeks giełdowy średnich spółek notowanych na Giełdzie Papierów Wartościowych w Warszawie.
Liczony na podstawie portfela akcji 40 spółek średniej wielkości, niewchodzących w skład WIG20. MIDWIG jest indeksem cenowym, nieuwzględniającym dochodów z praw poboru i dywidend.
Datą bazową dla MIDWIG-u jest 31 grudnia 1997 roku, a wartością bazową 1000 punktów.
Indeks zaczął być podawany 21 września 1998 roku. Skład indeksu korygowany był co kwartał w oparciu o ranking obrotów i wartość rynkową notowanych spółek, a od 18 lutego 2002 roku notowane były kontrakty terminowe.
Po sesji 16 marca 2007 roku indeks został zastąpiony przez mWIG40.